# Julio Portocarrero O'Leary
Julio Daniel Portocarrero O'Leary (Bogotá, 1868-1934) fue un político colombiano que ocupó la alcaldía de Bogotá en dos ocasiones al principio del siglo XX.
Portocarrero O'Leary fue Presidente del Concejo de Bogotá, cargo que desempeñó entre marzo de 1903 y 1904. Desde esta posición, impulsó iniciativas para la modernización de la ciudad en una época de importantes transformaciones urbanas tras la Guerra de los Mil Días.Posteriormente, fue nombrado alcalde ordinario de Bogotá, ocupando el cargo en dos períodos; de septiembre de 1904 a junio de 1905, sucediendo a Leonidas Ojeda y en marzo de 1909, siendo sucedido por Daniel J. Reyes. Durante su administración, promovió proyectos de infraestructura clave para la ciudad. Uno de los más destacados fue la construcción de la fachada principal del Cementerio Central de Bogotá, un importante referente arquitectónico y patrimonial de la capital. La obra fue diseñada por los arquitectos Julián Lombana y Ramelli Adreani, quienes aportaron un enfoque neoclásico al diseño, consolidando el cementerio como un espacio emblemático para la memoria histórica del país.
En 1927, formó parte de la Comisión de Cementerios de la Sociedad de Embellecimiento de Bogotá, institución dedicada a la mejora estética y urbanística de la capital. Su participación en esta comisión reflejó su interés por la planificación urbana y la conservación del patrimonio.

## Familia
Fue hijo de Ricardo Portocarrero Caicedo, reconocido aristócrata, comerciante y hacendado y de Carolina O'Leary Soublette. Por línea materna, era nieto de Daniel Florencio O'Leary, un destacado general irlandés que sirvió bajo el mando de Simón Bolívar durante las guerras de independencia en América del Sur. Asimismo, su tío abuelo fue el general Carlos Soublette, quien ocupó la presidencia de Venezuela en dos períodos (1837-1839 y 1843-1847). Esta herencia familiar le vinculó con una tradición de liderazgo político y servicio público tanto en Colombia como en Venezuela.
Estuvo casado con Blanca Santamaría Vermesch.